# Tysklands förbundsländer
Tyskland är en förbundsrepublik som består av delstater som kallas förbundsländer (ty. Bundesland, formellt enbart Land). Sedan återföreningen mellan Västtyskland och Östtyskland 1990 består förbundsrepubliken av sexton förbundsländer. Förbundsländerna är egna folkrättsliga subjekt – ur ett juridiskt perspektiv är det länderna som tillsammans har bildat förbundsrepubliken och inte tvärtom att förbundsrepubliken har skapat förbundsländerna.

## Översikt över förbundsländerna
| Förbundsland | Huvudstad   | Yta (km²) | Invånare(2) |
| --- | ----------- | --------- | ----------- |
| Baden-Württemberg | Stuttgart   | 35 751,46 | 10 879 618  |
| Bayern | München     | 70 550,19 | 12 843 514  |
| Berlin(1) | Berlin(1)   | 891,68    | 3 520 013   |
| Brandenburg | Potsdam     | 29 654,16 | 2 484 826   |
| Bremen(1) | Bremen      | 419,38    | 671 489     |
| Hamburg(1) | Hamburg(1)  | 755,22    | 1 787 408   |
| Hessen | Wiesbaden   | 21 114,94 | 6 176 172   |
| Mecklenburg-Vorpommern | Schwerin    | 23 211,05 | 1 612 362   |
| Niedersachsen | Hannover    | 47 614,07 | 7 926 599   |
| Nordrhein-Westfalen | Düsseldorf  | 34 110,26 | 17 865 516  |
| Rheinland-Pfalz | Mainz       | 19 854,21 | 4 052 803   |
| Saarland | Saarbrücken | 2 569,69  | 995 597     |
| Sachsen | Dresden     | 18 420,15 | 4 084 851   |
| Sachsen-Anhalt | Magdeburg   | 20 451,58 | 2 245 470   |
| Schleswig-Holstein | Kiel        | 15 799,65 | 2 858 714   |
| Thüringen | Erfurt      | 16 172,50 | 2 170 714   |
| (1) Berlin och Hamburg är både städer och förbundsländer. I förbundslandet Bremen ingår även exklaven Bremerhaven. (2) Statistik giltig 31 december 2015 Se vidare Statistik Destatis, Statistisches Bundesamt. |             |           |             |

## Historia

### Weimarrepubliken och Nazityskland

Karta över Weimarrepublikens indelning i förbundsländer.

Efter de tyska monarkiernas fall i revolutionen 1918-19 ombildades de flesta delstater i det gamla kejsardömet till republiker, eller "fristater". Dessa blev i sin tur "länder" i Tyska riket som blev en republik och förbundsstat enligt Weimarkonstitutionen. 1925 bestod Tyskland av 18 länder, varibland det mest dominerande förbundslandet var Fristaten Preussen som utgjorde två tredjedelar av Tysklands dåvarande territorium.
Efter nazisternas maktövertagande och avskaffandet av den parlamentariska demokratin 1933 förlorade förbundsländerna sin politiska betydelse, även om de fortsatte att existera formellt.

### Tysklands indelning under delningen 1945–1990
De nuvarande förbundsländerna är resultatet av den territoriella nyindelning av Tyskland som skedde efter andra världskrigets slut 1945, då Tyskland delades i fyra ockupationszoner och de preussiska territorierna öster om Oder-Neisse-linjen tillföll Polen och Sovjetunionen. De allierades kontrollråd beslutade 25 februari 1947 om Preussens formella upplösning.  
I de fyra ockupationszonerna skapades efterhand 16 länder. Man inriktade sig på att skapa delstater med en hög grad av autonomi. En av idéerna bakom beslutet var att sprida den administrativa makten (bland annat utbildningsväsen) och inte ha en stark och dominerande centralmakt. Östtyskland valde, efter att de båda tyska staterna utropats 1949, att avskaffa sina fem delstater 1952 för att istället införa ett system med 14 distrikt (Bezirk) utan koppling till tidigare historiska områden, samtidigt som Östberlin fick namnet Berlin – Hauptstadt der DDR.
Den brittiska militärregeringen upplöste 23 augusti 1946 Preussens tidigare provinser och ombildade dem till självständiga förbundsländer: Niedersachsen, Nordrhein-Westfalen och Schleswig-Holstein. Den gamla stadsstaten Hamburg förblev ett självständigt förbundsland. Rheinland-Pfalz skapades 1946 av den franska militärregeringen. Hessens författning trädde i kraft 1 december 1946 genom en folkomröstning och var därmed den första tyska författningen efter andra världskriget i Tyskland. Bayerns författning antogs genom folkomröstning 1 december 1946. Förbundsrepubliken Tysklands grundlag, Grundgesetz, proklamerades 23 maj 1949. Baden-Württemberg bildades 25 april 1952 genom att man slog samman Baden, Württemberg-Baden och Württemberg-Hohenzollern. Den 1 januari 1957 blev Saarland ett tyskt förbundsland.
Västberlin kom att få en särskild status inom Västtyskland. Det blev aldrig något fullvärdigt förbundsland, mer en de facto-delstat, som visserligen hade representanter i förbundsdagen, men dessa var utan rösträtt.

### De fem "nya förbundsländerna" i det återförenade Tyskland
Vid Tysklands återförening år 1990 tillkom fem förbundsländer från det forna DDR: Mecklenburg-Vorpommern, Sachsen, Sachsen-Anhalt, Thüringen och Brandenburg (samt det forna Östberlin, som tillföll landet Berlin). De återskapades ur DDR:s tidigare Bezirke, administrativa distrikt, och har kommit att kallas de nya förbundsländerna, die neuen Bundesländer.  På motsvarande sätt benämns ibland de tio tidigare västtyska förbundsländerna die alten Bundesländer. Berlin brukar varken räknas till de "gamla förbundsländerna" eller de "nya förbundsländerna" beroende på Berlins unika status enligt fyrmaktsöverenskommelsen mellan ockupationsmakterna i det delade Tyskland, och det faktum att Berlin består av territorium från både DDR och Västberlin.  
Terminologin med "nya" och "gamla" förbundsländer används för att understryka samtliga förbundsländers nuvarande status som delstater i förbundsrepubliken, i motsats till den gamla indelningen i före detta Östtyskland och före detta Västtyskland.  Dessutom har termerna Ostdeutschland och Westdeutschland i tyskan delvis en annan, rent geografisk betydelse, som inte alltid syftar på de politiska gränserna, varför man gärna undviker dessa termer inom politiken och officiell terminologi.
I samband med återföreningen och de administrativa reformerna efter denna skedde mindre förändringar av gränsdragningarna mellan de tyska förbundsländerna. Västberlin återförenades med Östberlin och stadsdelen Staaken-West, som under delningen tillhört Kreis Nauen i Bezirk Potsdam i nuvarande Brandenburg. Orterna i Amt Neuhaus och i kommundelarna Neu Bleckede, Neu Wendischthun och Stiepelse i Teldaus kommun, öster om Elbe i Landkreis Hagenow, Mecklenburg-Vorpommern, flyttades genom en ny gränsdragning 1993 till den nuvarande Landkreis Lüneburg i Niedersachsen och ligger därmed sedan dess i ett "gammalt" förbundsland, trots att de tillhör det tidigare östtyska territoriet.